# 弗倫茲克里克鎮區 (伊利諾伊州梅肯縣)
弗倫茲克里克鎮區（英語：Friends Creek Township）是位於美國伊利諾伊州梅肯縣的一個行政鎮區。

## 地方資料
根據2010年美國人口普查的數據，弗倫茲克里克鎮區的面積為128.00平方千米，當中陸地面積為127.70平方千米，而水域面積為0.30平方千米。當地共有人口1393人，而人口密度為每平方千米10.88人。